# Intim Musik
Den här sidan handlar om musikbolaget. För musikföreningen, se Intim Musik (musikförening).
Intim Musik (Intim Musik i Göteborg AB) var ett skivbolag i Göteborg. Bolaget producerade främst album (CD) med klassisk musik från renässansen till idag, samt jazz.
Intim Musik, som startades av musikern Jan Johansson, spelade in sina första skivor 1989 och har ett hundratal titlar på listan. De använde sig ofta av unga lovande musiker, och kunde därmed hjälpa dessa i deras karriärer samt göra högklassiga album till lägre kostnad. Skivbolaget gav  bland annat ut en serie album med musik av Dmitrij Sjostakovitj. De anlitade även etablerade artister, som Sonya Hedenbratt och Svend Asmussen, med musik för en något smalare publik än huvudfåran.